# Styckning

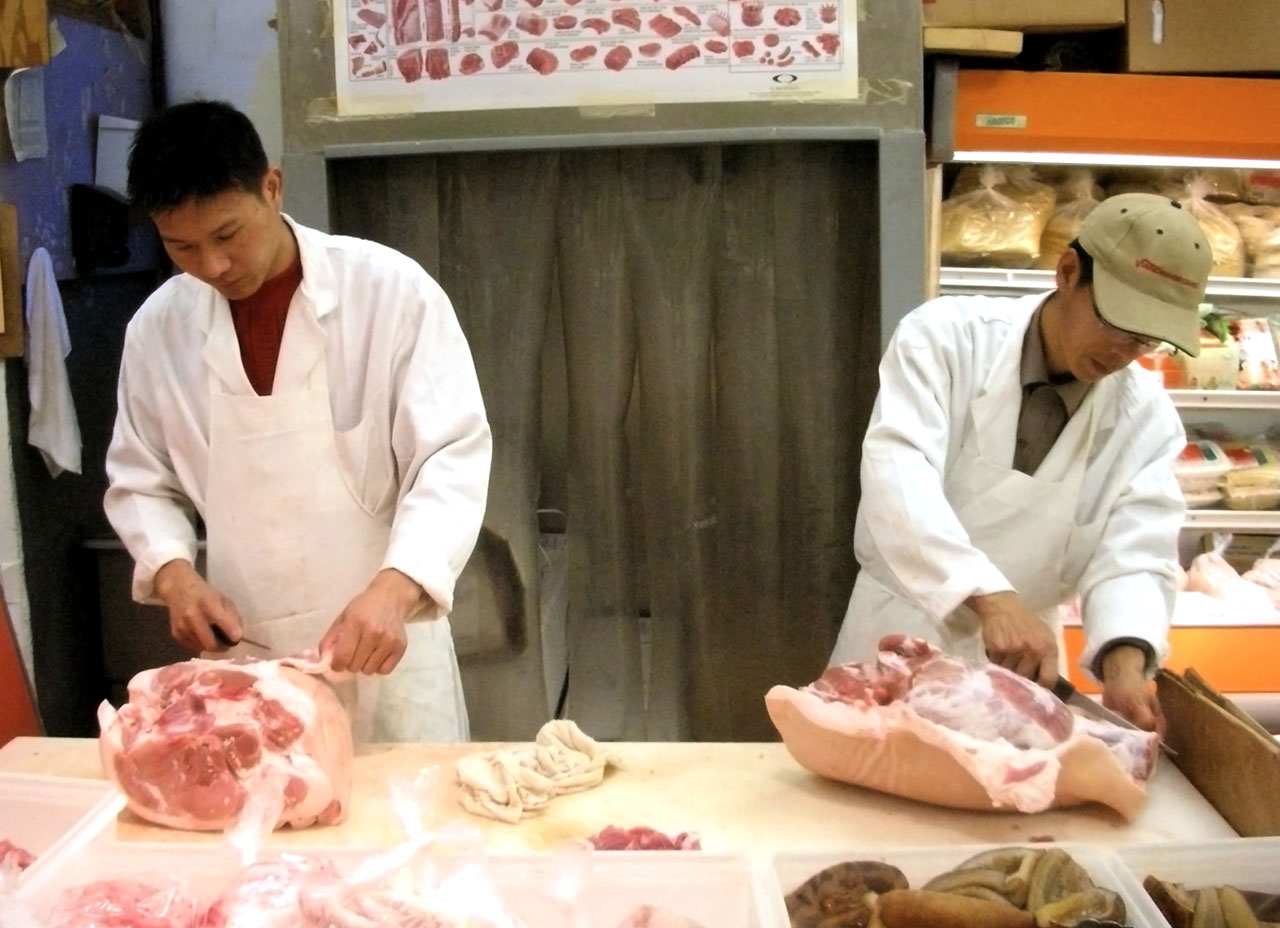
Två styckare i arbete.

Redskap för styckning - Hallwylska museet

Styckning är ett sätt att skära köttet från en slaktad djurkropp i mindre bitar, så kallade styckningsdelar,  och därefter sortera efter kvalitet. De vanligaste djurslagen är nöt, gris samt lamm. Oftast sker uppdelningen efter de stora musklerna, efter djurets anatomi. Finstyckning är en finare form av styckning där styckningsdelarna omstyckas till mindre köttbitar inför tillagning.
En styckare är en hantverkare som arbetar med att stycka. Sin hantverksstatus har styckaren genom att det finns gesällbrev inom hans skrå. 

## Tillvägagångssätt
Styckarens arbete börjar efter att slakten har avslutats med slaktkroppens partering eller klyvning dvs att den har delats i fyra fjärdedelar (två fram samt två bakparter). Innan styckaren börjar måste slaktkroppen fått hängmöra under en viss tid. Mörningsprocessen är viktig för den sensoriska kvalitén dvs att köttet ska smaka gott, en slaktkropp som styckas direkt efter slakt, utan möjlighet till mörning, får en mycket seg och smaklös karaktär. 
Styckarens huvudsakliga uppgift är att skilja på ben, kött (detaljer samt färs och grytbitar), fett/talg, senor samt kontaminationer.
Den rådande tekniken är anatomisk styckning vilket innebär att de olika muskelgrupperna (läs köttet) tas fram utefter sina hinnor. I praktiken arbetar styckaren med att följa de olika hinnorna med sin kniv, därigenom skapas enhetligt lika stekar med få skador på muskelns hinna, en hinna som även behåller köttets vätskenivå. Att stycka anatomiskt innebär inte att styckaren följer hinnor hela tiden, ibland måste detta frångås men prioriteringen ser alltid ut på detta sätt:
1. Följ musklernas hinnor
2. Följ skelettet (läs ben)
3. Skär rakt igenom kött

Såväl lamm som nöt och gris har samma anatomiska uppbyggnad vilket innebär att styckaren kan ta fram en rostbiff ur samtliga tre djurslag. Däremot har tradition och konsumenternas köpvanor styrt på vilket sätt djuren ska styckas – men i grund och botten finns det fler likheter än skillnader mellan djurslagens anatomi.
En duktig styckare arbetar metodiskt, har få snitt i styckningsdetaljerna vilket får dem att behålla vätskehalten och därmed sin vikt, detaljerna ska se likvärdiga ut. Skelettet som detaljerna benas ut ifrån ska vara rena från kött och lysa starkt vita. För att nå upp till en professionell nivå som styckare krävs det mellan ett och två år av kontinuerlig styckning och uppskattningsvis 1 200 – 2 400 djur innan en person kan kalla sig för styckare. Formellt fås titeln genom anställning eller efter godkänt gesällbrev.

## Arbetsredskap
- Olika typer av knivar, exempelvis flexibla knivar som har ett mjukt knivblad med förmåga att följa ben. Sorterare är en större kniv som används för att putsa stekar och malkött.
- Stål, stålet är ett redskap som förlänger knivens skärpa. Genom att ståla sin kniv "kammas" eller rätas knivseggen upp från att vara krokig till att bli en rak egg. En kniv stålas först efter att kniven har arbetat och upplevs ha "tappat fart" eller sin skärpa.
- Skyddsbrynja, brynjan är en ringbrynja som hängs på styckarens mage och fungerar som en skyddsartikel mot snitt mot styckarens vitala organ samt kroppspulsådern i ljumsken.
- Handske, handsken är även den i ringbrynjematerial och syftar till att skydda styckarens hand mot skär - samt stickskador. Billigare varianter av handske finns i ett "stålulls"-material. Denna handske skyddar mot skärskador men inte stickskador

## Styckningsdelar
Styckningsdelarna beror på djurets anatomi:
- Styckning (nöt)
- Styckning (kalv)
- Styckning (gris)
- Styckning (får)